# Stupida (copricapo)
La stupida è un berretto militare con visiera, a calotta cilindrica o più raramente semisferica, originariamente di colore kaki, oggi di colore verde. 
Tale denominazione pare abbia avuto origine fra gli Alpini, dal commento i dà la bareta da stupidi alla presentazione del berretto di tipo "norvegese" in panno kaki, dalla forma analoga. Tale berretto somigliava a quello in uso presso molti manicomi. Il soprannome è poi passato al berretto leggero verde in uso durante l'addestramento e le esercitazioni (detto anche "berretto da fatica").
Il copricapo è in uso a numerosi corpi dell'Esercito Italiano e in diversi altri eserciti.